# Мерцедес-Бенц SL-класа
Мерцедес-Бенц SL-класа е модел спортни автомобили на германската компания „Мерцедес-Бенц“, произвеждан от 1954 до 2020 г. От 2021 година следващото поколение на модела се продава под марката „Мерцедес-А Ем Ге SL“.
Обозначението „SL-класа“ започва да се използва в средата на 90-те години по модела на търговското наименование „E-класа“, но предходните поколения също използват „SL“ в името си. Значението на съкращението „SL“ е несигурно, но вероятно означава „Sport Leicht“ („Спортен лек“) или „Super Leicht“ („Свръхлек“) както SLS е от „Sport Leicht Super“ за Mercedes-Benz SLS AMG.

## W198 / W121 (1954 – 1963)
Първото поколение на „SL-класа“ е създадено като сериен вариант на състезателния автомобил „Мерцедес-Бенц W194“. Започва да се произвежда през 1954 година като купе с 3-литров шестцилиндров бензинов двигател и гълуинг врати (gull – чайка, wing – крило) под номенклатурния номер „W198“ и с търговското наименование „SL300“. Моделът е най-бързият сериен автомобил на времето си. През 1957 година купе вариантът на „SL300“ е заменен с роудстър върху същото шаси и със същия двигател. До 1963 година от двата варианта на модела са произведени общо 3258 броя – 1400 купета и 1858 роудстъра.
През 1955 година започва да се произвежда малко по-компактен и по-икономичен вариант на модела, който има номенклатурен номер „W121“ и търговско наименование „SL190“. Този вариант също е роудстър, но с 1,9-литров четирицилиндров бензинов двигател.